# Сторожівка
Сторожівка (до 2016 — Калинівка) — село в Україні, у Коломийчиській сільській громаді Сватівського району Луганської області. Населення становить 51 особа. Орган місцевого самоврядування — Куземівська сільська рада.

## Історія
Село Сторожівка було засноване у 1845 році, як хутір Солдатівка. На початку XIX століття Сватова Лучка була перетворена на одне з аракчеєвських військових поселень. 1825 року у Сватовій Лучці та навколишніх селах, що тоді належали до Слобідсько-Української губернії, оселилися регулярний Катеринославський полк та штаб 2-ї Кірасирської дивізії. Все населення було переведене з військових обивателів на військових поселенців (військових кріпаків). Під час заворушень, доведених до відчаю військових кріпаків, у 1857 році військові поселення були ліквідовані, а військових поселенців перевели до категорії державних селян. Отже, можна припустити, що в цей період заснований хутір із поселення солдат, тому і названо Солдатівкою, назва якого збереглася до 1930-х років.
Постановою Всеукраїнського Центрального Виконавчого комітету від 7 березня 1923 року у Радянській Україні була проведена адміністративна реформа. Волості були перетворені в райони, а повіти — в округи. У складі Куп'янської округи був утворений Сватівський район, до складу якого увійшло 9 сільських рад, у тому числі й Куземівська сільська рада, до складу якої входила Солдатівка.
У 1925 році в Солдатівці було 51 господарство, хата-читальня. Населення становило 325 осіб, з них: чоловіків — 151, жінок — 174. За результатами перепису населення СРСР, проведеного у 1926—1927 роках, у Солдатівці мешкало 309 осіб. У 1930-х роках село Солдатівку було перейменовано на Калинівку. 
9 липня 1942 року село Калинівку та інші навколишні населені пункти були окуповані німцями. За розповідями очевидців, німці в село не заходили. Все в селі залишилося неушкодженим. Село Калинівка пережило, як і всі села, економічні негаразди. Молодь з села виїжджала.
У селі є три вулиці: Центральна, Першотравнева та Лісова. У 2002 році збудована асфальтована дорога, що сполучила села Калинівку та Куземівка між собою. 2003 року збудовано підприємцем із Сєвєродонецька, уродженцем с. Калинівка Шевченком Іваном Прокоповичем, капличку біля цвинтаря. Постановою Верховної Ради України від 04 лютого 2016 року № 984-VIII «Про перейменування окремих населених пунктів» у Луганській області перейменовано село Калинівка на Сторожівку, тобто селу повернена історична назва.

## Населення

### Мова
Розподіл населення за рідною мовою за даними перепису 2001 року:
| Мова       | Кількість | Відсоток |
| ---------- | --------- | -------- |
| українська | 47        | 92.16%   |
| російська  | 4         | 7.84%    |
| Усього     | 51        | 100%     |